# Faverolles-la-Campagne
Faverolles-la-Campagne är en kommun i departementet Eure i regionen Normandie i norra Frankrike. Kommunen ligger i kantonen Conches-en-Ouche som tillhör arrondissementet Évreux. År 2022 hade Faverolles-la-Campagne 154 invånare.

## Befolkningsutveckling
Antalet invånare i kommunen Faverolles-la-Campagne
Referens:INSEE